# Zumicke Geringer
Zumicke Geringer (ur. 20 sierpnia 1989) – południowoafrykańska zapaśniczka walcząca w stylu wolnym. Zajęła 23 miejsce na mistrzostwach świata w 2013. Brązowa medalistka igrzysk afrykańskich w 2015. Zdobyła cztery medale na mistrzostwach Afryki, srebrny w 2013. Czwarta w igrzyskach wspólnoty narodów w 2014. Trzecia na mistrzostwach Wspólnoty Narodów w 2009 roku.